# Kujataa
Kujataa je poljoprivredno područje od oko 100 kilometara duž subarktika između gradova Narsaq i Qaqortoq u južnom dijelu Grenlanda. Ovo područje svjedoči o povijesti i kulturi nordijskih lovaca-skupljača i farmera koji su počeli dolaziti s Islanda u desetom stoljeću, te inuitskih lovačkih i poljoprivrednih zajednica koje su se razvile u kasnom osamnaestom stoljeću. Usprkos njihovim razlikama, ove dvije kulture su stvorile kulturni krajolik koji se temelji na poljoprivredi, ispaši stoke i izlovu morskih sisavaca. Kujataa krajolik predstavlja prvi primjer uvođenja poljoprivrede na Arktiku i prva nordijska naselja izvan Europe.
Zbog toga je pet područja Kujataa, koji se odlikuju arheološkim nalazištima starih poljoprivrednih zemljišta i uzgoja ovaca starih preko 1000 godina, upisano na UNESCO-ov popis mjesta svjetske baštine u Sjevernoj Americi kao danska svjetska baština.

## Povijest
Povijest Kujataa započinje naseljavanjem Vikinga na Grenlandu oko 985. godine. Oni su osnovali tzv. „Istočno naselje” (staronordijski jezik: Eystribyggð), prvu od tri velike kolonije na Grenlandu, a koja se rasprostirala na području današnje grenlandske općine Kujalleq; tj. na ulazu u duge fjordove kao što su Tunulliarfik (Eiriksfjord), Igaliku (Einarsfjord) i Sermilik Fjord. Na vrhuncu ovdje je obitavalo oko 4000 ljudi, a posljednji pismeni zapisi o njoj je zapis o vjenčanju u crkvi u Hvalseyjarfjordu iz 1408. god., dok su druge nordijske kolonije propale oko 50-100 godina ranije. Koncem 19. stoljeća otkrivene su ruševine oko 500 farmi i 16 crkava u nekoliko naselja od kojih su najpoznatija Brattahlíð, Dyrnæs, Garðar, Hvalsey i Herjolfsnes.
Usprkos eskimskoj predaji o njihovom osvajanju nordijskih naselja nema arheoloških dokaza o nasilnim sukobima u području, te se pretpostavlja kako je kolonija propala zbog erozije tla zbog pretjerane ispaše i dodira s crnom kugom.
Iako su Inuiti skupine Thule (preteče današnjih Inuita), koji su živjeli sjevernije od nordijskih naselja, bili u kontaktu s Nordijcima još od 11. st. (što se navodi u „Sagi Erika Crvenog” iz 13. st.), tek su se nakon propasti njihovih naselja tijekom Malog ledenog doba počeli doseljavati u ovo područje.
Tek je 1774. godine dansko-norveški trgovac Anders Olsen osnovao novu koloniju Julianehaab, 19 km južnije od Hvalseya. Naselje je postalo trgovačko središte, danas poznato kao grad Qaqortoq.

## Popis lokaliteta
| Slika                                           | Ime                        | Lokacija | Površina  | Koordinate                                            | Odlike |
| ----------------------------------------------- | -------------------------- | -------- | --------- | ----------------------------------------------------- | --- |
| Vikinška crkva Bratta                           | Qassiarsuk                 | Kujalleq | 11.342 ha | landmark 61°9′52″N 45°35′53″W / 61.16444°N 45.59806°W | Smješten u fjordu Tunulliarfik (Skovfjorden), ova plodna dolina uz more je bilo naselje Brattahlíð koje je osnovao Erik Crveni. Tu se nalaze ostaci nekoliko zgrada (kuće, štale i crkva - najstarija u Americi). Današnje selo na ovom mjestu je osnovano kao prva moderna farma ovaca 1924. god. God. 2010. Qassiarsuk je imao 89 stanovnika. |
| Panorama Igalika                                | Igaliku                    | Kujalleq | 8.287 ha  | landmark 61°9′52″N 45°35′53″W / 61.16444°N 45.59806°W | Naselje je 1783. osnovao trgovac i kolonijalni upravitelj Anders Olsen sa ženom Tupernom, koja je bila eskimka, na ruševinama vikinškog naselja Garðar iz 12. st., koje je bilo biskupijsko središte pokrajine. Do 1995. Igaliku je imao 71 stanovnika, da bi do 2010. taj broj pao na 55.                                                      |
| Panorama Igalika sa Sissarluttoqom preko fjorda | Sissarluttoq               | Kujalleq | 339 ha    | landmark 61°9′52″N 45°35′53″W / 61.16444°N 45.59806°W | Inuitsko naselje između Igalikua na sjeveru i Qaqortukulooqa na jugu, nasuprot Tasikuluulika koji se nalazi s druge strane fjorda Tunulliarfik. |
| Bale sijena u Vatnahverfiju                     | Tasikuluulik (Vatnahverfi) | Kujalleq | 7.542 ha  | landmark 61°9′52″N 45°35′53″W / 61.16444°N 45.59806°W | Vatnahverfi (nor. „Jezerski kraj”) je područje prvih nordijskih doseljenika za koje arheolozi smatraju da su imali najbolje pašnjake u koloniji. Rasprostiralo se na oko 500 km² od Labradorskog mora preko 60 km istočno do ledenjaka Jespersens, između fjordova Einarsfjord (Igaliku) i Hrafnsfjord (Agdluitsoq)                             |
| Ruševine crkve u Hvalseyu                       | Qaqortukulooq (Hvalsey)    | Kujalleq | 7.382 ha  | landmark 61°9′52″N 45°35′53″W / 61.16444°N 45.59806°W | Hvalsey je mjesto najvećeg i najbolje sačuvanog nordijskog naselja na Grenlandu, Eystribyggða. Naselje je bilo najvažnije središte južnog Grenlanda, o čemu svjedoče ruševine dvije velike dvorane, 14 kuća i crkve. |

## Poveznice
- L'Anse aux Meadows